# Microcos grandiflora
Microcos grandiflora är en malvaväxtart som först beskrevs av August Adriaan Pulle, och fick sitt nu gällande namn av Karl Ewald Maximilian Burret. Microcos grandiflora ingår i släktet Microcos och familjen malvaväxter. Inga underarter finns listade i Catalogue of Life.